# Amantes, Amanhã se Houver Sol
Amantes, Amanhã Se Houver Sol é um filme brasileiro de 1975, escrito e dirigido por Ody Fraga.

## Elenco
- Rossana Ghessa ....Sabrina[2]
- Herval Rossano ....Pedro[2]
- Roberto Bolant ....Willy[2]
- Liza Vieira ....Mônica[2]
- Dinah Mezzomo ....Olga[2]
- Liana Duval ....Maria[2]
- Ana Maria Magalhães ....Simone[2]
- Stan Cooper ....Carlos[2]
- José Júlio Spiewak ....Dr. César[2]
- Gilberto Sálvio ....Sérgio [2]
- Tina Wohlers ....Joana[2]

## Ligações Externas
- Amantes, Amanhã se Houver Sol. no IMDb.